# فاروق إشق
فاروق إِشِقْ (بالتركية: Faruk Işık)‏, (ولد: 1963, «قونوكْ بَكْلَر» في مُش, تركيا) سياسي تركي. ونائب سابق في البرلمان التركي في دورته (24) ممثلا عن حزب العدالة والتنمية.